# Abelardo Castillo

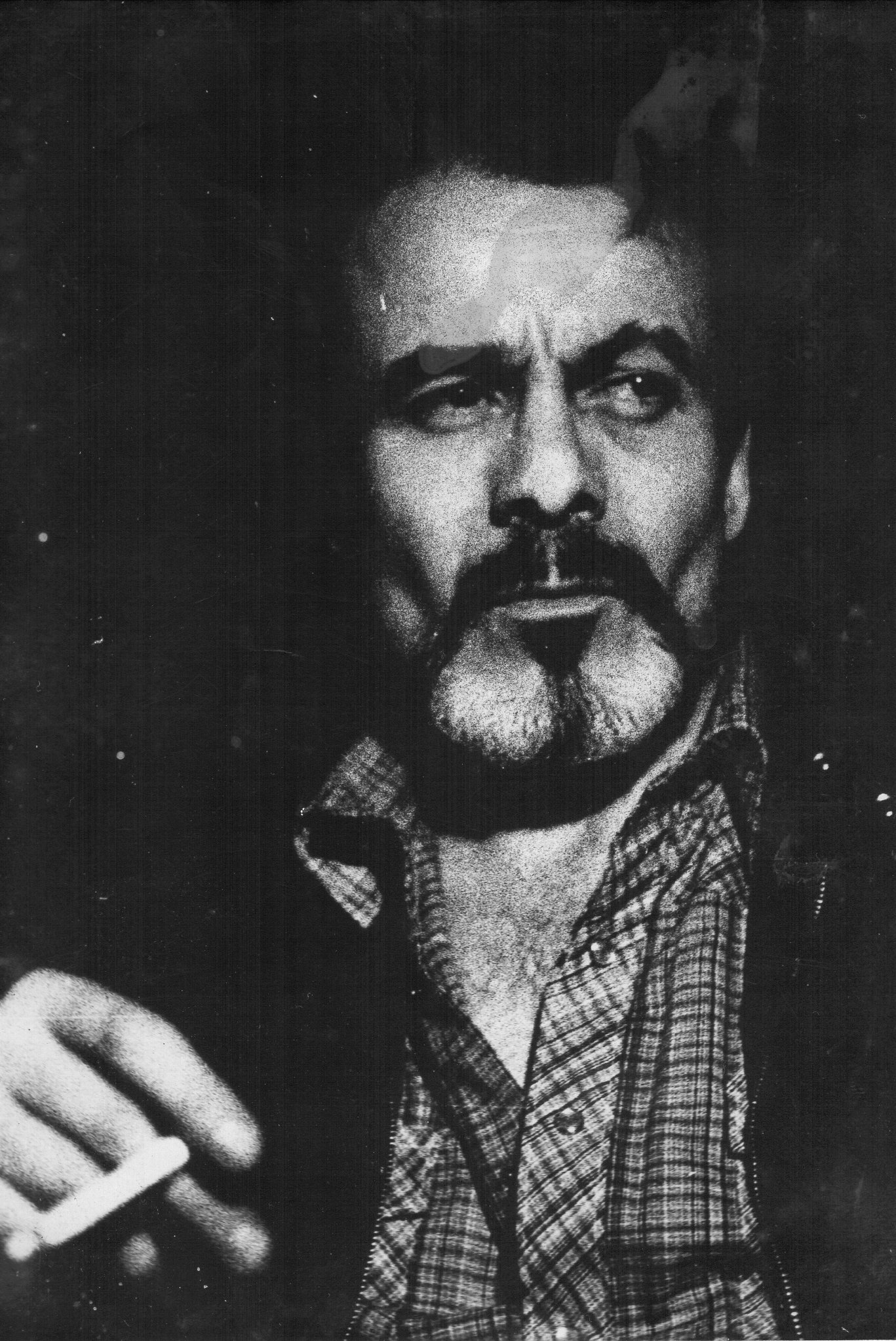
Abelardo Castillo (2010)

Abelardo Castillo (* 27. März 1935 in Buenos Aires; † 2. Mai 2017) war ein argentinischer Journalist und Schriftsteller.

## Leben
Kurz nach seiner Geburt ließ sich seine Familie in San Pedro (Provinz Buenos Aires) nieder. Dort verbrachte er seine Kindheit und Jugend und kehrte 1952 in seine Geburtsstadt zurück. Seinen Lebensunterhalt verdiente Castillo anfangs als freier Mitarbeiter verschiedener Zeitungen, später wurde er für einige Jahre Chefredakteur der literarischen Zeitschriften „El escarabajo de oro“ und „El ornitorrinco“.
Mit 24 Jahren konnte er 1959 mit seiner Erzählung „Volvedor“ erfolgreich debütieren. Durch seine daran anschließenden Lesungen (u. a. Café Tortoni) machte er die Bekanntschaft der Schriftstellerin Sylvia Iparraguirre; 1976 heiratete er sie in Buenos Aires.

## Ehrungen
- 1984 Premio Konex
- 1986 1. Premio Municipal de Literatura für den Roman „El que tiene sed“.
- 2007 Premio Casa de las Américas für „El espejo que tiembla“.
- 2011 Gran Premio de Honor de la Sociedad Argentina de Escritores

## Werke (Auswahl)
Erzählungen
- Historia para un tal gaido. 2006.
- Los mundos reales. 1972.
- Las otras puertas. 1961.
- Las panteras y el templo. 1976.

Essays
- Historia de literatura.
- Las palabras y los días. 1989.
- Ser escritor. 1975.

Romane
- La casa de ceniza. Novela. 1968.
- Crónica de un iniciado. Novela. 1991.
- El evangelio según Van Hutten. Novela. 1999.
- El que tiene sed. Novela. 1985.

Theaterstücke
- Israfel. 1964.
- El otro Judas. 1959.
- Tres dramas. 1968.